# Jönssonligan

Länder, in denen Handlungsorte der Jönsson-Bande liegen.

Jönssonligan, die Jönsson-Bande, ist ein kriminelles Trio in einer schwedischen Filmreihe. Die Bande führt ihre Taten in der Regel in Stockholm, aber auch auf Mallorca oder in Polen aus. Die Filme sind schwedische Neuverfilmungen bzw. Eigenentwicklungen nach dem Muster der legendären dänischen Olsenbande.
Im Jahr 2015 hatte ein Reboot der Filme Premiere, Jönssonligan – Den perfekta stöten. Dieser Film ist realistischer und dunkler als die ursprüngliche Serie gestaltet, inspiriert von Heist-Movies wie Ocean’s Eleven. Die deutsche Synchronfassung dazu erschien in Deutschland im gleichen Jahr mit dem Titel Master Plan - Der perfekte Coup.
Im Jahr 2020 hatte ein anderes Reboot in Schweden Premiere, Se upp för Jönssonligan, in dem man zurück zur reinen Komödie ging. In Deutschland wurde der zweite Reboot-Film als Die Jönsson Bande im Jahr 2021 veröffentlicht. Während es zu den ersten Filmen der Jönssonbande von 1981 bis 2001 keine deutschen Synchronfassung gibt, wurden zu die beiden Neuverfilmungen, bisher auch auf Deutsch veröffentlicht.

## Filmtitel
| Film-Nr. | Titel                                                                         | Produktionsjahr | Regie                | Basiert auf |
| -------- | ----------------------------------------------------------------------------- | --------------- | -------------------- | --- |
| 1        | Varning för Jönssonligan                                                      | 1981            | Jonas Cornell        | Der (voraussichtlich) letzte Streich der Olsenbande (dänischer Teil 6) und Die Olsenbande ergibt sich nie (11)                       |
| 2        | Jönssonligan & Dynamit-Harry                                                  | 1982            | Mikael Ekman         | Die Olsenbande läuft Amok (5) |
| 3        | Jönssonligan får guldfeber                                                    | 1984            | Mikael Ekman         | Die Olsenbande steigt aufs Dach (10) und Die Olsenbande und ihr großer Coup (4)                                                      |
| 4        | Jönssonligan dyker upp igen                                                   | 1986            | Mikael Ekman         | Schwedisches Originaldrehbuch |
| 5        | Jönssonligan på Mallorca                                                      | 1989            | Mikael Ekman         | Schwedisches Originaldrehbuch |
| 6        | Jönssonligan & den svarta diamanten                                           | 1992            | Hans Åke Gabrielsson | Schwedisches Originaldrehbuch, mit Elementen aus Die Olsenbande (1)                                                                  |
| 7        | Jönssonligans största kupp                                                    | 1994            | Hans Åke Gabrielsson | Schwedisches Originaldrehbuch, mit Elementen aus Die Olsenbande schlägt wieder zu (9) und Die Olsenbande fliegt über die Planke (12) |
| 8        | Jönssonligan spelar högt                                                      | 2000            | Tomas Ryberger       | Schwedisches Originaldrehbuch, mit Elementen aus Die Olsenbande sieht rot (8)                                                        |
| 9        | Master Plan - Der perfekte Coup Jönssonligan – Den perfekta stöten (Reboot 1) | 2015            | Alain Darborg        | Schwedisches Originaldrehbuch |
| 10       | Die Jönsson Bande Se upp för Jönssonligan (Reboot 2)                          | 2020            | Tomas Alfredson      | Schwedisches Originaldrehbuch |
| 10       | Jönssonligan kommer tillbaka (Reboot 3)                                       | 2024            | Eddie Åhgren         | Schwedisches Originaldrehbuch |

## Handlung und Charaktere
Die Bandenmitglieder heißen hier Charles-Ingvar „Sickan“ Jönsson (Gösta Ekman), Ragnar Vanheden (Ulf Brunnberg) und Rocky (Nils Brandt). Genau wie in der Olsenbande taucht ab dem zweiten Film ein Dynamit-Harry auf, hier als Vetter von Ragnar Vanheden, der von Björn Gustafson gespielt wurde.
Der Erzfeind der Jönsson-Bande ist der undurchsichtige Geschäftsmann Morgan Rockefeller Wall-Enberg Jr. Dessen Name ist eine Anspielung auf J. P. Morgan, die Rockefellers sowie die schwedische Wallenberg-Dynastie. Dieser hat ebenfalls einen willfährigen Helfer mit dem Namen Biffen, der dem Dummen Schwein (dänisch Bøffen) bei der Olsenbande entspricht. Wie in der Olsenbande ist das Anschlagsziel ein Franz-Jäger-Tresor, der nur von einem Experten mit der richtigen Ziffernkombination geöffnet werden kann.
Die Jönssonbande war ursprünglich genauso angelegt worden wie ihr Vorbild, die Olsenbande. Charles-Ingvar „Sickan“ Jönsson entsprach Egon Olsen, Ragnar Vanheden dem Benny Frandsen und Rocky dem Kjeld Jensen; seine Frau Ejvor verkörperte die Yvonne. Rocky und Ejvor hatten ebenfalls einen gemeinsamen Sohn, Bill, der ähnlich wie sein dänisches Pendant Børge die Bande unterstützte. Da einige Schauspieler offenbar keine Serienstars werden bzw. nicht weiter mitspielen wollten, war Rocky nur in den beiden ersten Filmen zu sehen, seine Ehefrau Eivor (die von Siw Malmkvist gespielt wurde) und ihr gemeinsamer Sohn gar nur im ersten Teil. Der Ausstieg von Frau und Kind erfolgte stillschweigend, zu Rockys Verschwinden wurde lediglich bemerkt, dass er nach Finnland ausgewandert sei. Seine Position in der Jönsson-Bande, einschließlich der Hebammen-Tasche, wurde ab dem dritten Film von Dynamit-Harry übernommen und seine Freundin Doris füllte fortan die Rolle des weiblichen Gegenparts aus. Nach dem fünften Film schied auch der Hauptdarsteller Gösta Ekman aus, um die Rolle des Kommissar Martin Beck in der ersten Serie zu übernehmen, so dass drei Jönssonligan-Filme ohne ihn gedreht wurden. Um weitere Filme drehen zu können, bekam die Bande in den nächsten zwei Produktionen Jönssonligan & den svarta diamanten und Jönssonligans största kupp einen neuen Chef mit Peter Haber als Dr. M. A. Busé, eine Anspielung auf Dr. Mabuse. Der alte Chef Charles Ingvar sitzt nun dauerhaft in der Psychiatrie, Dr. M. A. Busé setzt dessen Pläne um. Im vorletzten Film Jönssonligans största kupp übernimmt zum Teil wieder eine neu eingeführte Person (Herman Melvin, dargestellt von Stellan Skarsgård) die Rolle des Bosses. Im letzten Film der Seniorbande Jönssonligan spelar högt taucht als neuer Chef der Bruder von Charles-Ingvar „Sickan“, Sven-Ingvar „Sivan“ Jönsson, gespielt von Johan Ulveson, auf.

## Hintergrund
Die Filme der Jönssonbande wurden nicht mit derselben Kontinuität produziert wie ihre Vorbilder in Dänemark und Norwegen, wo Remakes der dänischen Originale entstanden. Die acht Filme wurden von insgesamt vier verschiedenen Regisseuren – darunter viermal Gösta Ekmans Bruder Mikael – inszeniert. Auch wenn die Charaktere der Akteure der Jönssonbande – im Gegensatz zu den norwegischen Fassungen, wo die Originaldrehbücher aus Dänemark verwendet wurden – teilweise deutlich vom dänischen Original abweichen, sind viele Stilmittel und Handlungsstränge ähnlich. Manchmal sind sogar Passagen ohne sichtbare Personen direkt übernommen worden, beispielsweise ein Einbruch mit Hilfe eines Lego-Roboters wie im dänischen Film 11 Die Olsenbande ergibt sich nie. Obwohl die dänischen und norwegischen Versionen der Olsenbande (teilweise auch mit Untertiteln) durchweg in Schweden liefen, brachten diese nicht den erhofften Erfolg. Nach Auffassung des Autors Hauke Lange-Fuchs in dem Buch Ich habe einen Plaan wird als Hauptgrund für das Scheitern der Filme gesehen, dass sich der dänische bzw. norwegische Humor schlecht exportieren lässt, sowie deren stärkere Verwendung von Nationalsymbolen, wie z. B. der Nationalflagge und des Königshauses, der starke Bezug zu Kopenhagen oder Oslo usw. Daher entschied man sich, angespornt von dem großen Erfolg der norwegischen Olsen-Versionen in Norwegen durch Knut Bohwim, eine eigenständige schwedische Neuverfilmung nach dem Strickmuster der Olsenbande herzustellen. Die nationalen Symbole und die Namen der Protagonisten wurden „schwedisiert“. Dieses mit schwedischem Humor ausgestattete Konzept brachte schließlich in Schweden den gewünschten Erfolg.

## Filmmusik
Für die Jönsson-Bande wurde von Ragnar Grippe, wie bei der Olsenbande mit Bent Fabricius-Bjerre, eine charakteristische Filmmusik als variierender Ohrwurm geschaffen und bei allen Jönssen-Filmen (incl. der schwedischen Juniorbande) verwendet.

## Die kleine Bande
Als neue Idee wurde in Schweden Mitte der 1990er-Jahre die Lilla Jönssonligan (Kleine Jönssonbande) mit Kindern gedreht, die ähnliche Charaktere wie die schwedischen Erwachsenen-Figuren haben. Im Gegensatz zu den eigentlichen Jönssonligan-Filmen sind bis jetzt die ersten zwei Junior-Verfilmungen auch in deutscher Sprache synchronisiert worden. Später folgte man in Dänemark und Norwegen diesem Beispiel und erstellte jeweils eigene „Jugendversionen“ der Olsenbande. Nach dem Remake des ersten dänischen Olsenbande Junior schuf man in Norwegen noch weitere eigenständige norwegische Olsenbande-Jugend-Fortsetzungen (2003–2010) ohne entsprechende Vorlagen.
| Titel                                                                            | Produktionsjahr | Regie            |
| -------------------------------------------------------------------------------- | --------------- | ---------------- |
| Die Jönsson-Bande und der Cornflakesraub Lilla Jönssonligan och cornflakeskuppen | 1996            | Christjan Wegner |
| Die Jönsson-Bande - Charles-Ingvars neuer Plan Lilla Jönssonligan på styva linan | 1997            | Christjan Wegner |
| Lilla Jönssonligan på kollo                                                      | 2004            | Christjan Wegner |
| Lilla Jönssonligan och stjärnkuppen                                              | 2006            | David Berron     |